# Pyralis
Genre
Pyralis est un genre d'insectes de l'ordre des lépidoptères (papillons) de la famille des Pyralidae.

## Liste des espèces rencontrées en Europe
- Pyralis farinalis (Linnaeus 1758)
- Pyralis lienigialis (Zeller 1843)
- Pyralis manihotalis Guénée 1854
- Pyralis perversalis (Herrich-Schäffer 1849)
- Pyralis regalis Denis & Schiffermüller 1775